# Plaine du Haouz
Plaine du Haouz är en slätt i Marocko.   Den ligger i regionen Marrakech-Safi, 300 km söder om huvudstaden Rabat.